# Tabanus scutellus
Tabanus scutellus är en tvåvingeart som beskrevs av Philip 1970. Tabanus scutellus ingår i släktet Tabanus och familjen bromsar. Inga underarter finns listade i Catalogue of Life.